# Deltochilum multicolor
Deltochilum multicolor là một loài bọ cánh cứng trong họ Bọ hung (Scarabaeidae).